# Alexis Le Gall
Pour les articles homonymes, voir Le Gall.
Alexis Le Gall, né le 20 octobre 1922 à Audierne, et mort le 22 décembre 2019 à Douarnenez,,, est un combattant de la France libre. Depuis sa retraite, il était installé à Douarnenez. Il a raconté son engagement dans ses mémoires : Les Clochards de la Gloire.

## Biographie
Il embarque le 19 juin 1940 à Audierne (avec son frère Jacques Le Gall), à bord de l’Ar Zenith pour rejoindre le général de Gaulle à Londres,. Il le rencontre le 6 juillet 1940 et signe alors son engagement dans les Forces françaises libres.
Il intègre le bataillon de marche no 5 de la 1re division française libre et combat au Cameroun, en Syrie, au Tchad, au Congo Belge, au Soudan, en Égypte, en Palestine, au Liban, en Tunisie et en Italie avant de participer à la libération de la France jusqu'en Alsace où il est blessé.

## Distinctions
Distinctions reçues :
- chevalier de la Légion d'honneur ;
- croix de guerre 1939-1945 ;
- médaille de la Résistance ;
- croix des engagés volontaires.